# Chuyện rừng xanh
Chuyện rừng xanh hay Cậu bé rừng xanh (tên gốc tiếng Anh: The Jungle Book, xuất bản năm 1894) là một tuyển tập truyện ngắn của nhà văn người Anh Rudyard Kipling. Hầu hết các nhân vật trong truyện là con thú, ví dụ như cọp Shere Khan hay gấu Baloo, dù nhân vật chính của cuốn sách là cậu bé "người-sói" Mowgli, vốn được bầy sói nuôi lớn ở trong rừng. Các câu chuyện được lấy bối cảnh tại một khu rừng ở Ấn Độ; một địa điểm hay được nhắc đến là "Seonee" (Seoni), một thị xã của bang Madhya Pradesh.
Chủ đề xuyên suốt của cuốn sách là sự ruồng bỏ và nuôi dưỡng, thể hiện qua cuộc đời của Mowgli, vốn tượng trưng cho thuở ấu thơ của chính nhà văn Kipling. Chủ đề này được thể hiện rõ nhất qua những chiến thắng của các nhân vật chính trước kẻ thù của họ, bao gồm Rikki-Tikki-Tavi, hải cẩu trắng và Mowgli. Một chủ đề khác cũng không kém phần quan trọng chính là sự tự do; các câu chuyện không kể về tập tính của các loài thú hay các vấn đề liên quan đến học thuyết Darwin về sự sinh tồn, mà đề cao nguyên mẫu con người trong hình dạng động vật. Chúng dạy ta về lòng tôn trọng đối với bề trên, sự vâng lời, và về địa vị xã hội với "Luật Rừng", đồng thời cũng khắc họa về tinh thần tự do khi di chuyển giữa các thế giới khác nhau, như việc Mowgli chuyển từ rừng ra sống ở ngôi làng. Các nhà phê bình cũng khen ngợi tinh thần phá luật và hoang dại trong các câu chuyện, là tấm gương phản chiếu cho mặt trái của con người.
Chuyện rừng xanh vẫn giữ được sự phổ biến trong văn hóa đại chúng, đặc biệt qua các phiên bản chuyển thể ở lĩnh vực điện ảnh cũng như nhiều hình thức khác. Một số nhà phê bình văn học như Swati Singh cho rằng dù có nhiều người e ngại Kipling vì chủ nghĩa đế quốc, thì năng lực kể chuyện của ông là thứ vô cùng đáng ngưỡng mộ. Cuốn sách đã tạo cảm hứng cho phong trào Hướng đạo, mà trong đó người khởi đầu phong trào, Robert Baden-Powell, là một người bạn của Kipling. Nhà soạn nhạc Percy Grainger đã biên soạn bộ nhạc phẩm Jungle Book Cycle của ông với các trích dẫn từ cuốn sách này.

## Bối cảnh
Các câu chuyện được xuất bản lần đầu tiên trong các cuốn tạp chí vào hai năm 1893–94. Các ấn bản ban đầu bao gồm nhiều tranh minh họa, nhiều trong số đó là do ca của tác giả là John Lockwood Kipling thể hiện. Rudyard Kipling được sinh ra tại Ấn Độ và đã có sáu năm đầu đời lớn lên ở đây. Sau khoảng mười năm ở Anh, ông trở về Ấn Độ và làm việc tại đây trong khoảng sáu năm rưỡi. Các câu chuyện này được Kipling viết khi ông đang sống tại Naulakha, ngôi nhà mà ông xây dựng tại Dummerston, Vermont, Mỹ. Có bằng chứng cho rằng Kipling viết những câu chuyện này cho con gái ruột Josephine, cô bé đã mất vì bệnh viêm phổi vào năm 1899, khi mới chỉ 6 tuổi; phiên bản sách đầu tiên có dòng đề tặng viết tay của tác giả cho con gái của mình đã được tìm thấy tại Wimpole Hall thuộc National Trust ở hạt Cambridgeshire, Anh vào năm 2010.

## Sách

### Miêu tả
Các câu chuyện trong cuốn sách (cũng như trong Chuyện rừng xanh 2) đều là những truyện ngụ ngôn, sử dụng biện pháp nhân hóa các loài động vật để rút ra các bài học cho con người. Ví dụ, phân đoạn "Luật Rừng" đã đặt ra các luật lệ về sự an toàn cho các cá nhân, gia đình và cộng đồng. Kipling đã đặt vào đó gần như là mọi điều mà ông biết hoặc "đã từng nghe hoặc mơ mộng về rừng Ấn Độ". Nhiều độc giả khác cho rằng tác phẩm là lời phúng dụ cho những vấn đề chính trị và xã hội tại thời điểm đó.

### Nhân vật

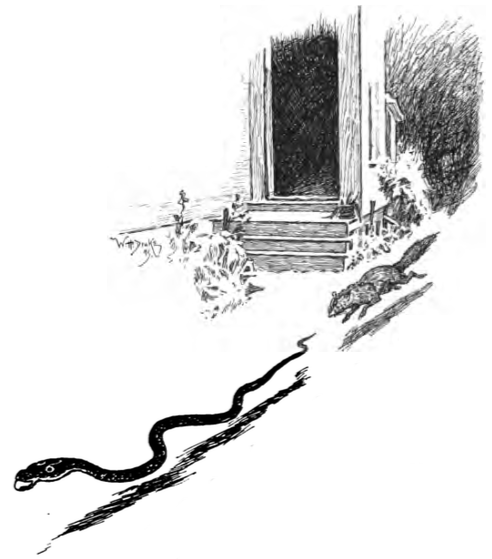
Rikki-Tikki-Tavi đuổi theo Nagaina của W. H. Drake. Ấn bản đầu tiên, 1894